# Carlo Giuseppe Solaro di Govone
Carlo Giuseppe Solaro di Govone (... – 30 agosto 1771) è stato un politico e generale italiano, ufficiale veterano della guerra di successione polacca e austriaca. Tra il 2 aprile e il settembre 1763 ricoprì la carica di Viceré di Sardegna e Capitano generale del Regno di Sardegna. Insignito del Collare dell'Annunziata e del titolo di Cavaliere di Gran Croce dell’Ordine dei Santi Maurizio e Lazzaro.

## Biografia
Figlio di Giovanni Antonio. 
Arruolatosi nell’Armata Sarda combatte durante le guerre di successione polacca e austriaca. Insignito del titolo di Cavaliere di Gran Croce dell’Ordine dei Santi Maurizio e Lazzaro il 18 marzo 1738, fu promosso tenente colonnello del Reggimento fucilieri, e divenne colonnello in forza al Reggimento "La Regina" il 31 agosto 1755. Promosso brigadiere generale fu nominato comandante della cittadella e della provincia di Alessandria il 1 settembre 1758. Divenuto maggior generale, fu nominato governatore di Cagliari, in Sardegna. Tra l’aprile e il settembre 1763 svolse le funzioni di Viceré di Sardegna a causa della morte di Giambatista Alfieri di Cortemiglia. Governatore della città e della provincia di Cuneo dal 1769, all’atto del pensionamento fu promosso tenente generale e nel 1771 insignito del Collare dell'Annunziata. Si spense il 30 agosto dello stesso anno.

### Fonti
1. 1 2 3 4 5 6 7  Cigna Santi 1786, p. 251.
2. 1 2 3 4 5 6  Ilari, Shamà 2008, p. 477.
3. 1 2  Manno 1827, p. 230.